# Gresse-en-Vercors
Gresse-en-Vercors is een gemeente in het Franse departement Isère (regio Auvergne-Rhône-Alpes) en telt 360 inwoners (2005). De plaats maakt deel uit van het arrondissement Grenoble.
Het dorp ligt aan de voet van de Grand Veymont en de steilwand die de rand vormt van de Hauts Plateaux du Vercors en het Réserve Naturel des Hauts Plateaux. Het plateau is te voet in enkele uren te bereiken, weliswaar na een klim van 800 m.

## Geografie
De oppervlakte van Gresse-en-Vercors bedraagt 88,3 km², de bevolkingsdichtheid is 4,1 inwoners per km².
De onderstaande kaart toont de ligging van Gresse-en-Vercors met de belangrijkste infrastructuur en aangrenzende gemeenten.

## Demografie
Onderstaande figuur toont het verloop van het inwonertal (bron: INSEE-tellingen).